# Myllaena koasati
Myllaena koasati är en skalbaggsart som beskrevs av Jan Klimaszewski 1982. Myllaena koasati ingår i släktet Myllaena och familjen kortvingar. Inga underarter finns listade i Catalogue of Life.